# Puanu Glacier
Puanu Glacier är en glaciär i Antarktis. Den ligger i Östantarktis. Nya Zeeland gör anspråk på området. Puanu Glacier ligger 1 688 meter över havet.
Terrängen runt Puanu Glacier är bergig åt nordväst, men åt sydost är den kuperad. Puanu Glacier ligger uppe på en höjd. Trakten är obefolkad. Det finns inga samhällen i närheten. 